# Сборная Бразилии по мини-футболу
Национальная сборная Бразилии по мини-футболу представляет Бразилию на международных соревнованиях по мини-футболу. Выиграв шесть из десяти чемпионатов мира по мини-футболу, считается одной из сильнейших команд мира. С 2021 года сборная управляется Бразильской конфедерацией футбола (до этого Бразильской конфедерацией футзала).

## Турнирные достижения

### Чемпионат мира по мини-футболу
- 1989 — Чемпион
- 1992 — Чемпион
- 1996 — Чемпион
- 2000 — 2-е место
- 2004 — 3-е место
- 2008 — Чемпион
- 2012 — Чемпион
- 2016 — 1/8 финала
- 2021 — 3-е место
- 2024 — Чемпион

### Чемпионат Южной Америки (FIFUSA)
- 1965 — 3-е место
- 1969 — Чемпион
- 1971 — Чемпион
- 1973 — Чемпион
- 1975 — Чемпион
- 1976 — Чемпион
- 1977 — Чемпион
- 1979 — Чемпион
- 1983 — Чемпион
- 1986 — Чемпион
- 1989 — Чемпион

### Чемпионат Южной Америки (FIFA) иКубок Америки
- 1992 — Чемпион
- 1995 — Чемпион
- 1996 — Чемпион
- 1997 — Чемпион
- 1998 — Чемпион
- 1999 — Чемпион
- 2000 — Чемпион
- 2003 (КА) — 2-е место
- 2008 — Чемпион
- 2011 — Чемпион
- 2015 — 3-е место
- 2017 — Чемпион
- 2022 — 3-е место
- 2024 — Чемпион

## Состав
Состав сборной Бразилии на чемпионате мира 2024 года в Узбекистане. 
Главный тренер: Маркиньос Шавьер
| №  | Игрок          | Позиция      | Дата рождения | Клуб (на момент ЧМ) |
| -- | -------------- | ------------ | ------------- | ------------------- |
| 1  | Гитта          | вратарь      | 11.06.1987    | Ухта                |
| 2  | Ронкальо       | вратарь      | 15.07.1988    | без клуба           |
| 3  | Виллиан        | вратарь      | 17.12.1994    | Норильский Никель   |
| 4  | Марлон         | защитник     | 28.12.1987    | Эль Посо Мурсия     |
| 5  | Негиньо        | защитник     | 12.07.2000    | Пальма              |
| 6  | Марсел         | полузащитник | 26.07.1996    | Эль Посо Мурсия     |
| 7  | Диего          | полузащитник | 5.08.1989     | Барселона           |
| 8  | Марсенио       | полузащитник | 05.10.1987    | Жарагуа             |
| 9  | Леандро Лино   | полузащитник | 25.07.1995    | Магнус              |
| 10 | Пито           | нападающий   | 06.11.1991    | Барселона           |
| 11 | Ферран         | нападающий   | 29.10.1990    | Семей               |
| 12 | Артур          | полузащитник | 16.05.1994    | Бенфика             |
| 13 | Рафа Сантос    | нападающий   | 25.09.1990    | Эль Посо Мурсия     |
| 14 | Фелипе Валерио | полузащитник | 08.07.1993    | Эль Посо Мурсия     |

## Звёзды прошлого
- Жоржиньо
- Шумахер
- Франклин
- Ленисио
- Тиаго Мариньо
- Мануэл Тобиас
- Шоко
- Нето
- Фалкао